# Phil Mickelson

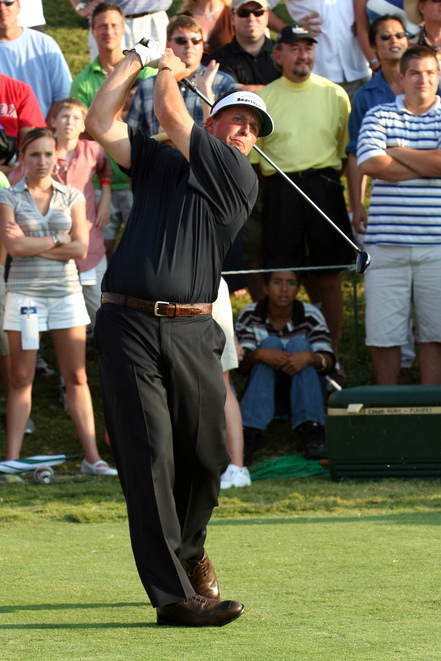
Phil Mickelson i Players Championship 2007.

Philip Alfred "Phil" Mickelson, född 16 juni 1970 i San Diego, Kalifornien, är en amerikansk professionell golfspelare. Han kallas Lefty på grund av att han är vänsterspelare. Mickelson har vunnit 45 tävlingar på PGA Tour, varav sex majors: tre US Masters (2004, 2006, 2010), två PGA Championship (2005, 2021) och British Open (2013).
Med sina majorsegrar är Mickelson en av 16 spelare som har vunnit tre av de fyra mästerskapen. Mickelson har ännu inte vunnit US Open, men han har slutat på en andraplats vid sex tillfällen (1999, 2002, 2004, 2006, 2009 och 2013).
Mickelson har varit rankad totalt 771 veckor top-10 i världen enligt den officiella världsrankingen, och har som bäst varit rankad som världstvåa vid flera tillfällen. År 2012 blev han invald till World Golf Hall of Fame.
Mickelsons vinst i PGA Championship våren 2021 innebar att han, 50 år gammal, blev den äldsta spelaren någonsin att vinna en majortävling i golf.

## Första åren
Mickelson växte upp i Arizona, son till piloten Philip Mickelson och Mary Mickelson. Han började spela golf i tidig ålder, och hans far byggde 1980 ett närspelsområde på deras bakgård, där Mickelson lärde sig en känsla för chippningens grunder. Mickelsons farfar William Albert Mickelson föddes på Åland, med finlandssvenskt ursprung.

### Amatörkarriär
Mickelson studerade psykologi vid Arizona State University på ett stipendium han erhöll genom sitt framstående spel som junior. Han spelade collegegolf och vann tre Haskins Awards (1990, 1991, 1992), som årligen utdelas till den främsta collegespelaren under den gångna säsongen. Han vann även tre individuella NCAA Championships och 1990 blev han den förste vänsterspelaren som vann U.S. Amateur Championship, vilket gör honom till en av tre spelare som har vunnit US Amateur och NCAA under samma säsong. Under sina år på universitetet vann Mickelson 16 tävlingar.
År 1991 vann han sin första tävling på PGA Tour som amatör i Northern Telecom Open och han var också den förste amatören som gjorde det sedan Scott Verplank i 1985 års Western Open. Han är i och med den segern den senaste spelaren att som amatör vinna en tävling på PGA Tour.

## Professionell karriär
Mickelson blev proffs 1992 efter sin examen från ASU. I och med sin seger 1991 hade han spelrättigheter ("Tourkortet") på PGA Tour, vilket gjorde att han slapp kvalificera sig in på den. Samma år anställde Mickelson Jim "Bones" Mackay som sin caddie, vilket skulle bli ett samarbete som höll i 25 år. Mickelson vann ett flertal tävlingar under 1990-talet, däribland The International 1993, Phoenix Open 1996 och AT&T Pebble Beach Pro-Am 1998.

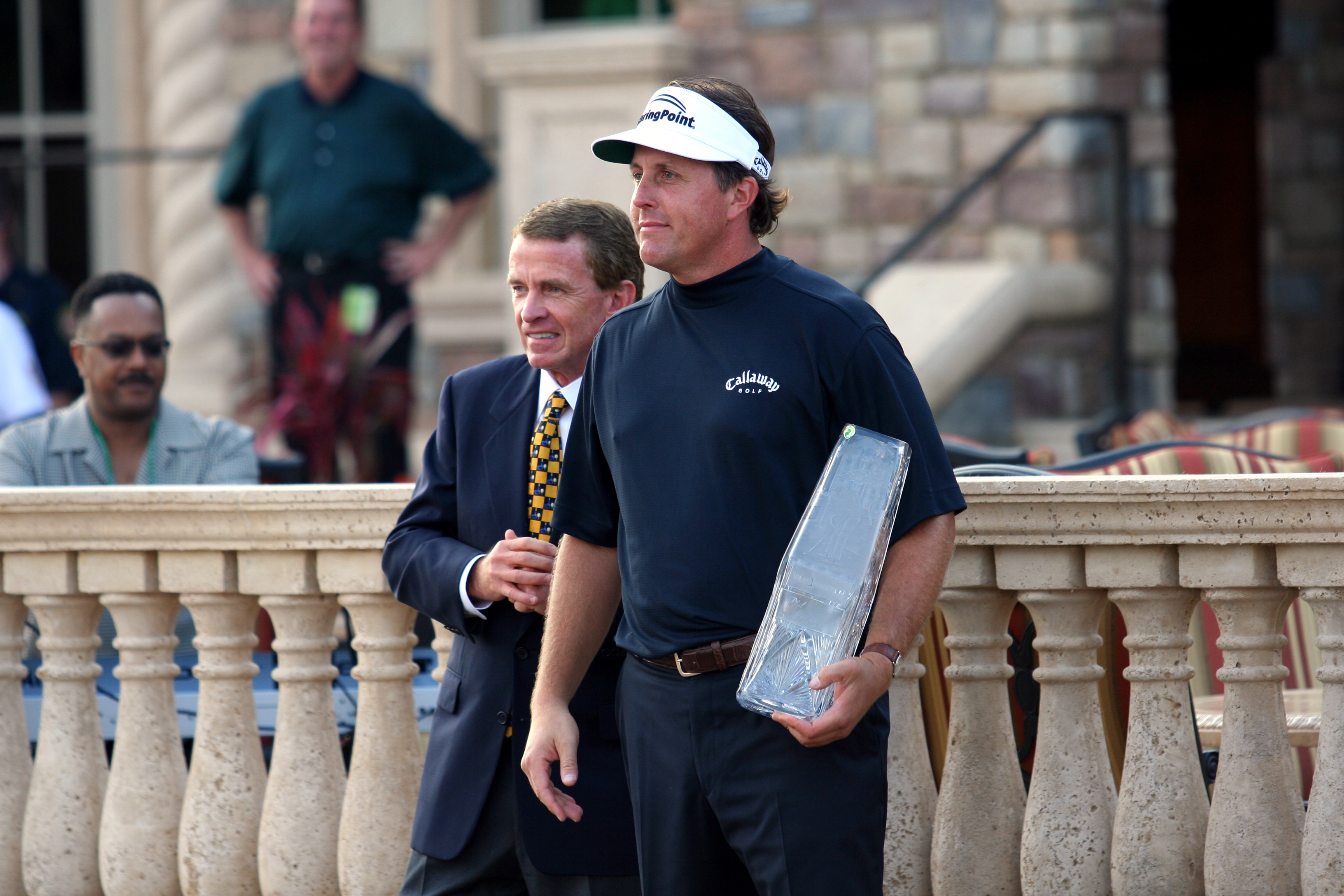
Mickelson 2007 efter att ha vunnit Players Championship.

Mickelson hade en mindre roll som sig själv i filmen Tin Cup från 1996.
Mickelson fortsatte att vinna många PGA Tour-tävlingar och före sin seger i The Masters 2004 betraktades han som den bäste spelaren som aldrig vunnit en major. Hans första majorseger kom 2004, när han sänkte en dryg fem meter lång birdieputt på det 72:a hålet för att vinna med ett slag i US Masters. Han blev den tredje vänsterspelaren som vann en major. De andra var nyzeeländaren Bob Charles som vann The Open Championship 1963 och kanadensaren Mike Weir som vann Masters 2003. 
Året därefter vann han 2005 års upplaga av PGA Championship på Baltusrol Golf Club, på -4 under par och 276 slag för att vinna över Steve Elkington och Thomas Bjørn med ett slag. Under våren 2006 vann Mickelson sin andra Masterstitel, när han vann med två slag över Tim Clark. Den segern förde honom till en andraplats på världsrankingen, bakom Tiger Woods.
Veckan innan The Open 2013 spelade Mickelson Scottish Open, vilken han vann efter ett särspel mot Branden Grace. Hans femte och senaste majorseger kom 2013 på Muirfield Golf Links i Skottland, och med segern blev Mickelson även den första spelaren att vinna både Scotish Open och British Open under samma år. Mickelson gjorde fyra birdies på sina sex sista hål för en avslutande runda på 66 slag och för att vinna med tre slag över tvåan Henrik Stenson.
Det kom senare att dröja nästan fem år till sin nästa seger. Men efter att ha besegrat Justin Thomas i ett särspel i WGC - Mexico Championship genom birdie på det första särspelshålet, så vann Mickelson sin första tävling sedan British Open 2013.
I och med segern i PGA Championship i maj 2021 blev Mickelson, 50 år gammal, den äldsta någonsin att vinna en majortävling i golf.

## Övrigt
Phil Mickelson har haft en liten cameoroll i TV-serien Entourage (TV-serie).
Phil Mickelson har åländskt påbrå. Hans farfar var född och uppvuxen på Åland och emigrerade till USA tidigt 1900-tal.

## Meriter

### Majorsegrar
| År   | Mästerskap             | Efter 54 hål   | Resultat        | Mot par | Margin | Runner(s)-up                    | Golfbana             |
| ---- | ---------------------- | -------------- | --------------- | ------- | ------ | ------------------------------- | -------------------- |
| 2004 | Masters Tournament     | Delad ledning  | 72-69-69-69=279 | -9      | 1 slag | Ernie Els                       | Augusta National     |
| 2005 | PGA Championship       | Delad ledning  | 67-65-72-72=276 | -4      | 1 slag | Thomas Bjørn, Steve Elkington   | Baltusrol Golf Club  |
| 2006 | Masters Tournament (2) | 1 slag bakom   | 70-72-70-69=281 | -7      | 2 slag | Tim Clark                       | Augusta National     |
| 2010 | Masters Tournament (3) | 1 slag bakom   | 67-71-67-67=272 | -16     | 3 slag | Lee Westwood                    | Augusta National     |
| 2013 | The Open Championship  | 5 slag bakom   | 69-74-72-66=281 | -3      | 3 slag | Henrik Stenson                  | Muirfield Golf Links |
| 2021 | PGA Championship       | 1 slag ledning | 70-69-70-73=282 | -6      | 2 slag | Brooks Koepka, Louis Oosthuizen | Kiawah Island        |

### Segrar på PGA Tour
| No. | Datum        | Tävling                                   | Mot par  | Resultat           | Segermarginal | Runner(s)-up                                            |
| --- | ------------ | ----------------------------------------- | -------- | ------------------ | ------------- | ------------------------------------------------------- |
| 1   | Jan 13, 1991 | Northern Telecom Open(som amatör)         | −16      | 65-71-65-71=272    | 1 slag        | Tom Purtzer, Bob Tway                                   |
| 2   | Feb 21, 1993 | Buick Invitational of California          | −10      | 75-69-69-65=278    | 4 slag        | Dave Rummells                                           |
| 3   | Aug 22, 1993 | The International                         | 45 poäng | 11-7-11-16 = 45    | 8 poäng       | Mark Calcavecchia                                       |
| 4   | Jan 9, 1994  | Mercedes Championships                    | −12      | 70-68-70-68=276    | Särspel       | Fred Couples                                            |
| 5   | Jan 22, 1995 | Northern Telecom Open (2)                 | −19      | 65-66-70-68=269    | 1 slag        | Jim Gallagher, Jr., Scott Simpson                       |
| 6   | Jan 14, 1996 | Nortel Open (3)                           | −14      | 69-66-71-67=273    | 2 slag        | Bob Tway                                                |
| 7   | Jan 27, 1996 | Phoenix Open                              | −15      | 69-67-66-67=269    | Särspel       | Justin Leonard                                          |
| 8   | 12 maj 1996  | GTE Byron Nelson Golf Classic             | −15      | 67-65-67-66=265    | 2 slag        | Craig Parry                                             |
| 9   | Aug 25, 1996 | NEC World Series of Golf                  | −6       | 70-66-68-70=274    | 3 slag        | Billy Mayfair, Steve Stricker, Duffy Waldorf            |
| 10  | Mar 23, 1997 | Bay Hill Invitational                     | −16      | 72-65-70-65=272    | 3 slag        | Stuart Appleby                                          |
| 11  | Aug 3, 1997  | Sprint International (2)                  | 48 poäng | 14-13-12-9 = 48    | 7 poäng       | Stuart Appleby                                          |
| 12  | Jan 11, 1998 | Mercedes Championships (2)                | −17      | 68-67-68-68=271    | 1 slag        | Mark O'Meara, Tiger Woods                               |
| 13  | Aug 17, 1998 | AT&T Pebble Beach National Pro-Am         | −14      | 65-70-67=202       | 1 slag        | Tom Pernice, Jr.                                        |
| 14  | Feb 13, 2000 | Buick Invitational (2)                    | −18      | 66-67-67-70=270    | 4 slag        | Shigeki Maruyama, Tiger Woods                           |
| 15  | Apr 2, 2000  | BellSouth Classic                         | −11      | 67-69-69=205       | Särspel       | Gary Nicklaus                                           |
| 16  | 21 maj 2000  | MasterCard Colonial                       | −12      | 67-68-70-63=268    | 2 slag        | Stewart Cink, Davis Love III                            |
| 17  | Nov 5, 2000  | The Tour Championship                     | −13      | 67-69-65-66=267    | 2 slag        | Tiger Woods                                             |
| 18  | Feb 11, 2001 | Buick Invitational (3)                    | −19      | 68-64-71-66=269    | Särspel       | Frank Lickliter, Davis Love III                         |
| 19  | Jul 1, 2001  | Canon Greater Hartford Open               | −16      | 67-68-61-68=264    | 1 slag        | Billy Andrade                                           |
| 20  | Jan 20, 2002 | Bob Hope Chrysler Classic                 | −30      | 64-67-70-65-64=330 | Särspel       | David Berganio, Jr.                                     |
| 21  | Jun 23, 2002 | Canon Greater Hartford Open (2)           | −14      | 69-67-66-64=264    | 1 slag        | Jonathan Kaye, Davis Love III                           |
| 22  | Jan 25, 2004 | Bob Hope Chrysler Classic (2)             | −30      | 68-63-64-67-68=330 | Särspel       | Skip Kendall                                            |
| 23  | Apr 11, 2004 | Masters Tournament                        | −9       | 72-69-69-69=279    | 1 slag        | Ernie Els                                               |
| 24  | Feb 6, 2005  | FBR Open (2)                              | −17      | 73-60-66-68=267    | 5 slag        | Scott McCarron, Kevin Na                                |
| 25  | Feb 13, 2005 | AT&T Pebble Beach National Pro-Am (2)     | −19      | 62-67-67-73=269    | 4 slag        | Mike Weir                                               |
| 26  | Apr 4, 2005  | BellSouth Classic (2)                     | −8       | 74-65-69=208       | Särspel       | Arjun Atwal,Rich Beem, Brandt Jobe, José María Olazábal |
| 27  | Aug 15, 2005 | PGA Championship                          | −4       | 67-65-72-72=276    | 1 slag        | Thomas Bjørn, Steve Elkington                           |
| 28  | Apr 2, 2006  | BellSouth Classic (3)                     | −28      | 63-65-67-65=260    | 13 slag       | Zach Johnson, José María Olazábal                       |
| 29  | Apr 9, 2006  | Masters Tournament (2)                    | −7       | 70-72-70-69=281    | 2 slag        | Tim Clark                                               |
| 30  | Feb 11, 2007 | AT&T Pebble Beach National Pro-Am (3)     | −20      | 65-67-70-66=268    | 5 slag        | Kevin Sutherland                                        |
| 31  | 13 maj 2007  | The Players Championship                  | −11      | 67-72-69-69=277    | 2 slag        | Sergio García                                           |
| 32  | Sep 3, 2007  | Deutsche Bank Championship                | −16      | 70-64-68-66=268    | 2 slag        | Arron Oberholser, Brett Wetterich, Tiger Woods          |
| 33  | Feb 17, 2008 | Northern Trust Open                       | −12      | 68-64-70-70=272    | 2 slag        | Jeff Quinney                                            |
| 34  | 25 maj 2008  | Crowne Plaza Invitational at Colonial (2) | −14      | 65-68-65-68=266    | 1 slag        | Tim Clark, Rod Pampling                                 |
| 35  | Feb 22, 2009 | Northern Trust Open (2)                   | −15      | 63-72-62-72=269    | 1 slag        | Steve Stricker                                          |
| 36  | Mar 15, 2009 | WGC-CA Championship                       | −19      | 65-66-69-69=269    | 1 slag        | Nick Watney                                             |
| 37  | Sep 27, 2009 | The Tour Championship (2)                 | −9       | 73-67-66-65=271    | 3 slag        | Tiger Woods                                             |
| 38  | Apr 11, 2010 | Masters Tournament (3)                    | −16      | 67-71-67-67=272    | 3 slag        | Lee Westwood                                            |
| 39  | Apr 3, 2011  | Shell Houston Open                        | −20      | 70-70-63-65=268    | 3 slag        | Chris Kirk, Scott Verplank                              |
| 40  | Feb 12, 2012 | AT&T Pebble Beach National Pro-Am (4)     | −17      | 70-65-70-64=269    | 2 slag        | Charlie Wi                                              |
| 41  | Feb 3, 2013  | Waste Management Phoenix Open (3)         | −28      | 60-65-64-67=256    | 4 slag        | Brandt Snedeker                                         |
| 42  | Jul 21, 2013 | The Open Championship                     | −3       | 69-74-72-66=281    | 3 slag        | Henrik Stenson                                          |
| 43  | Mar 4, 2018  | WGC-Mexico Championship (2)               | −16      | 69-68-65-66=268    | Särspel       | Justin Thomas                                           |
| 44  | Feb 11, 2019 | AT&T Pebble Beach National Pro-Am         | -19      | 65-68-70- 65=268   | 3 slag        | Paul Casey                                              |

## Lagframträdanden
Amatör
- Walker Cup: 1989, 1991 (seger)
- Eisenhower Trophy: 1990

Professionell
- Presidents Cup: 1994 (seger), 1996 (seger), 1998, 2000 (seger), 2003 (delning), 2005 (seger), 2007 (seger), 2009 (seger), 2011 (seger), 2013 (seger), 2015(seger), 2017 (seger)
- Ryder Cup: 1995, 1997, 1999 (seger), 2002, 2004, 2006, 2008 (seger), 2010, 2012, 2014, 2016 (seger)
- Alfred Dunhill Cup: 1996 (seger)
- World Cup: 2002
- Wendy's 3-Tour Challenge (representerade PGA Tour): 1997 (seger), 2000 (seger)